# R. c. Lavallée
R. c. Lavallée est arrêt de principe de la Cour suprême du Canada rendu en 1990 concernant le syndrome de la femme battue.
Il s'agit d'un pourvoi d'une décision de la Cour d'appel du Manitoba qui avait annulé un verdict d'acquittement initialement rendu lors du procès d'Angélique Lavallée, poursuivie pour le meurtre de son compagnon lors d'une scène de violence conjugale.

## Circonstances
Le 31 août 1986, au Canada, Angelique Lyn Lavallée tire dans la tête de son compagnon Kevin Rust, alors qu'il lui tourne le dos et qu'il quitte la chambre à coucher après l'avoir frappée,.

## Arrêt Lavallée
Ce jugement marque un tournant dans la jurisprudence canadienne, les procès pour maricide se soldant généralement jusque-là par des peines lourdes, sans que les circonstances des violences conjugales soient jamais prises en compte. Dans ce cas, A. Lavallée est acquittée en première instance sans avoir besoin de témoigner devant le jury, sur la simple base d'un rapport d'expert, le docteur Fred Shane, psychiatre, attestant d'un « syndrome de la femme battue » et estimant que l'accusée a agi impulsivement et sans préméditation. Ce moyen de défense est souvent utilisé par la suite dans des affaires de meurtre par des femmes.